# 佐々木義昭
佐々木 義昭（ささき よしあき）は、日本の教育者。宮城県教育委員会教育長。

## 来歴
- 宮城県大崎市、生誕。
- 1960年 - 大崎市立岩出山中学校卒業。
- 1963年 - 宮城県古川高等学校卒業。
- 1967年 - 宮城教育大学教育学部卒業。
- 1967年 - 仙台市立青葉小学校　教諭。
- 1971年 - 仙台市立桜ケ丘中学校　教諭。
- 1975年 - 宮城県第三女子高等学校　教諭。
- 1983年 - 宮城県高等学校　教諭。
- 1987年 - 宮城県教育庁指導課　指導主事。
- 1992年 - 宮城県教育庁学務課　管理主事。
- 1993年 - 宮城県教育庁学務課　主任管理主事。
- 1996年 - 宮城県教育庁学務課長。
- 2000年 - 宮城県教育次長。
- 2005年 - 宮城県教育委員会　教育長。

| スタブアイコン | サブスタブ | この項目は、まだ閲覧者の調べものの参照としては役立たない、人物に関連した書きかけの項目です。この項目を加筆・訂正などしてくださる協力者を求めています（P:人物伝/PJ:人物伝）。 |